# Хусаиново (Абзелиловский район)
Хусаи́ново (баш. Хөсәйен) — деревня в Абзелиловском районе Республики Башкортостан России, относится к Халиловскому сельсовету.

## География
Расстояние до:
- районного центра (Аскарово): 38 км,
- центра сельсовета (Халилово): 9 км,
- ближайшей железнодорожной станции (Альмухаметово): 25 км.

## Население
| 1968 | 2002 | 2009 | 2010 |
| ---- | ---- | ---- | ---- |
| 148  | ↘22  | ↗23  | →23  |

Национальный состав
Согласно переписи 2002 года, преобладающая национальность — башкиры (95 %)